# Rito di passaggio (romanzo)
Rito di passaggio (Rite of Passage in lingua originale) è un romanzo di fantascienza del 1968, scritto dallo statunitense Alexei Panshin. Vincitore del premio Nebula per il miglior romanzo nel 1969, nello stesso anno si è posizionato anche al secondo posto nella classifica per il premio Hugo.
Pubblicato per la prima volta nel luglio del 1968, dalla casa editrice Ace Books il romanzo è un ampliamemto di una versione precedentemente pubblicata sulla rivista If nel luglio del 1963, quest'ultima è una parte del capitolo III A Universal Education ed appare in forma sostanzialmente diversa con il titolo Down to the Worlds of Men
È stato tradotto in molte lingue. La prima edizione in italiano è stata edita nel 1975, ad opera di Fanucci Editore, con traduzione di Alfredo Pollini.

## Ambientazione
Il romanzo è ambientato circa un secolo e mezzo nel futuro rispetto alla distruzione della Terra, avvenuta nella cronologia del romanzo nel 2041, come conseguenza di guerre mondiali innescate dalla sovrappopolazione. All'evento sarebbero sopravvissute diverse decine di migliaia di persone, che si sarebbero trovate a bordo di una mezza dozzina di navi coloniali, ottenute dalla trasformazione di alcuni grandi asteroidi.
La maggior parte delle persone a bordo delle navi sarebbe stata progressivamente sbarcata - con attrezzature piuttosto semplici - su una manciata di pianeti abitabili, su ciascuno dei quali si sarebbe sviluppata da allora una civiltà umana pressoché indipendente dalle altre. L'unico collegamento tra i pianeti sarebbe stato offerto dalle navi che, nonostante i programmi iniziali, non sarebbero state abbandonate. I loro abitanti sarebbero rimasti, inoltre, come gli unici depositari della conoscenza scientifica umana e l'avrebbero utilizzata come mezzo di scambio per ottenere dai pianeti le risorse necessarie al funzionamento delle navi stesse. In tal modo, si sarebbe progressivamente sviluppato un forte antagonismo tra loro e le popolazioni planetarie.
Anche le civiltà che si sarebbero sviluppate sulle navi avrebbero acquistito col tempo caratteristiche peculiari, determinate sostanzialmente da due fattori: evitare la sovrappopolazione ed evitare che la popolazione residente perdesse le caratteristiche fisiche umane. A tale scopo, sarebbe stato imposta sia una rigorosa programmazione delle nascite, sotto la direzione degli eugenetisti di bordo, sia sarebbe stato introdotto un rito di passaggio (da cui il titolo del romanzo) all'età adulta, detto anche la "Prova", per tutti gli adolescenti, che sarebbe consistito nel sopravvivere un mese sulla superficie di un pianeta (generalmente già colonizzato).

## Trama
Nel romanzo, la protagonista Mia Havero descrive, in una lunga analessi, la sua preparazione al rito di passaggio e le vicende avvenute sul pianeta Tintera durante la Prova. È attraverso i suoi occhi che il lettore scopre la nave, ne conosce le regole sociali e ne comprende il sistema di governo.
La Prova è rischiosa ed i ragazzi sono sottoposti ad essa appena quattordicenni. Per prepararsi, possono seguire un corso di sopravvivenza, sfruttando un settore della nave nel quale è stato ricreato l'ambiente delle foreste pluviali. Il corso culmina con una caccia alla tigre che può essere rischiosa quanto la prova stessa.
Per la Prova, Mia ed i suoi compagni vengono sbarcati su Tintera. Sul pianeta si è sviluppata una civiltà dispotica e il malcontento nei confronti degli uomini delle navi è massimo. I ragazzi non si trovano a dover fronteggiare solo un ambiente naturale difficile, ma l'ostilità della stessa popolazione, e molti di loro non sopravvivono. In conseguenza di ciò, Tintera viene distrutto. Il romanzo però si chiude con la speranza che l'adozione di una differente politica verso i pianeti abitati possa determinare un progressivo miglioramento della situazione.

## Temi
Nel romanzo, sono ripresi alcuni temi del movimento del Sessantotto. Tra questi, il conflitto generazionale è sicuramente uno dei più evidenti, con la Prova che drammatizza il raggiungimento della maggiore età. Sebbene affrontate a livello elementare, avvenendo per bocca dell'adolescente Mia, sono trattate anche alcune questioni etiche relative all'uguaglianza entro la popolazione umana e all'opportunità della condivisione di conoscenze e risorse tra popolazioni più e meno avanzate.

## Edizioni
- Alexei Panshin, Rite of Passage, Ace Books, 1968.
- Alexei Panshin, Rito di passaggio, traduzione di Alfredo Pollini, in Orizzonti. Capolavori di Fantasia e Fantascienza VI, Fanucci Editore, 1975.
- Alexei Panshin, Rito di passaggio, traduzione di Alfredo Pollini, Urania Collezione 184, Arnoldo Mondadori Editore, 2018.